# Pseudopostega curtarama
Pseudopostega curtarama là một loài bướm đêm thuộc họ Opostegidae. Nó được miêu tả bởi Donald R. Davis và Jonas R. Stonis, 2007. Nó được tìm thấy ở the provinces of Goias và Minas Gerais ở miền nam Brasil.
Chiều dài cánh trước là 3.4–5 mm. Con trưởng thành bay từ tháng 11 đến tháng 12.